# Две королевы
«Две королевы» (англ. Mary Queen of Scots, досл. Мария — королева Шотландии) — британский фильм режиссёра Джози Рурк по сценарию Бо Уиллимона. В основе сюжета лежит книга британского историка Джона Гая «Моя жизнь принадлежит мне: настоящая история Марии — королевы Шотландии».
Мировая премьера состоялась 7 декабря 2018 года в США, на экраны Великобритании фильм вышел 18 января 2019 года.

## Сюжет
Мария Стюарт была коронована в Шотландии, когда ей не исполнилось и года. В 16 лет она стала королевой Франции, но овдовела спустя год. Она возвращается в Шотландию, где ей предстоит править своим народом и наладить пошатнувшиеся отношения с кузиной Елизаветой или свергнуть её с престола.

## Актёрский состав
- Сирша Ронан — Мария (Стюарт), королева Шотландии[7]
- Марго Робби — Елизавета I, королева Англии и Ирландии, кузина Марии[7]
- Дэвид Теннант — Джон Нокс, пресвитерианский священник[8]
- Джек Лауден — лорд Дарнли, второй муж Марии[9]
- Мартин Компстон — Ботвелл, третий муж Марии[9]
- Джо Элвин — Роберт Дадли, любовник и доверенное лицо Елизаветы[2]
- Брендан Койл — Мэтью Стюарт, 4-й граф Леннокс, отец лорда Дарнли
- Гай Пирс[7] — сэр Уильям Сесил
- Мария-Виктория Драгус[англ.] — Мария Флеминг, фрейлина Марии и её родственница
- Джемма Чан — Элизабет Хардвик, доверенное лицо Елизаветы
- Измаэль Крус Кордова — Давид Риччо, личный секретарь Марии
- Иэн Харт — лорд Мейтленд
- Эдриан Лестер — лорд Томас Рэндольф
- Джеймс Макардл — граф Морей, регент Шотландии
- Эйлин О'Хиггинс — Мария Битон, фрейлина Марии, королевы шотландцев
- Изука Хойл — Мария Сетон, фрейлина Марии, королевы шотландцев
- Лиа О'Прей — Мария Ливингстон, фрейлина Марии, королевы шотландцев
- Алекс Беккет — Уолтер Милдмей, английский канцлер казначейства
- Саймон Расселл Бил — Роберт Бил
- Эндрю Ротни — Джеймс VI, сын Марии и наследник престола Шотландии

## Критика
Фильм получил средние оценки кинокритиков. На февраль 2019 года, на сайте Rotten Tomatoes у него 62 % положительных рецензий на основе 240 отзывов со средней оценкой 6,2 из 10. На Metacriticе — 60 баллов из 100 на основе 46 рецензий.
Критики отмечают театрализованные моменты в постановке фильма. The Guardian указывает на «неканоничность» фильма, в том числе кастинг без учёта цвета кожи исполнителей (англ. сolour-blind casting) и феминистические нотки в изложении истории.

## Исторические неточности
В фильме показана встреча Марии и Елизаветы, на самом деле так и не состоявшаяся. Две правительницы никогда не встречались лицом к лицу. Подобные приукрашивания до этого также были использованы в пьесе Шиллера «Мария Стюарт» и в одноименной опере Г. Доницетти.
Историки и поклонники сильно критиковали неточности истории. Письма Марии и Елизаветы друг другу были их единственными источниками общения, и они никогда не видели друг друга лицом к лицу.
Были предположения, что у Марии не было шотландского акцента. Пятилетнюю Марию отправили во Францию, где она выросла.
Эстель Паранк, эксперт по королеве Елизавете I, рассказала The Telegraph: «Сначала они изображают дружбу, но дружбы не было, Елизавета сначала пыталась быть к ней доброй, но Мария никогда не видела Елизавету равной. Она видела соперницу, с самого начала».